# Chrysalis (satelit)
În astronomia Sistemului Solar, Chrysalis este un satelit ipotetic al lui Saturn, propus în 2022 de oamenii de știință de la Institutul de Tehnologie din Massachusetts folosind date din misiunea Cassini-Huygens.  Satelitul ar fi fost sfâșiat de forțele mareice ale lui Saturn, creând inelele lui Saturn cu aproximativ 100 de milioane de ani în urmă. Până la 99% din masa satelitului (similară cu a satelitului exterior Iapetus) ar fi fost înghițită de Saturn, restul de 1% fiind capturat în inele. 
Satelitul ipotetic a fost numit după stadiul de pupă al unui fluture, inelele lui Saturn reprezentând apariția sa din crisalidă.